# Pokémon Pinball
«Pokémon Pinball» (яп. ポケモンピンボール, Pokemon Pinbōru) — відеогра в жанрі пінбол, що заснована на франшизі «Покемон». Вона є спін-офом для портативної консолі Game Boy Color, що вийшла в Японії 14 квітня 1999 року. Трохи пізніше, 28 червня 1999 року вийшла в Північній Америці, 13 липня 1999 року — в Австралії, та 6 жовтня 2000 року — у Європі.
Як і будь-яка інша гра в пінбол, основним її завданням є накопичення різними способами максимальної кількості очок. Також відеогра має другорядну мету, натякаючи про це фразою «Gotta Catch 'em All»: потрібно зібрати всі 151 вид покемона та заповнити повністю Покедекс, де дані зберігаються й між іграми.
В основному відеогра отримала хороші відгуки та сиквел «Pokémon Pinball: Ruby & Sapphire».

## Геймплей
На початку гри гравцю пропонують вибрати два столи: «Red» і «Blue». Кожен стіл має свої деталі та елементи геймплея. Замість стандартної кульки, представлений її аналог у вигляді покебола.
Кожен стіл має різні рівні (місцевості), які визначають покемона для ловлі, та визначаються перед кожним запуском кульки при новій грі в центрі екрану. Після цього кожен стіл має свій власний механізм для переходу до наступного рівня, у тому числі не доступних на початку гри.
При активації режиму «Catch Mode» упродовж двох хвилин потрібно зловити покемона. Гравець повинен шість раз вдарити по верхнім бамперам. Кожен удар відкриває 1/6 частину зображення покемона, а потім він з'являється на столі. Для успішної ловлі потрібно запустити кульку у відповідного покемона, щоб утворилось слово «Catch!». Після цього покемона можна зловити. Усього для цього потрібно 4 удари кулькою.
При активації режиму «Evolution Mode» також з'являється двохвилинний таймер. Цей режим надає можливість із захоплених покемонів вибрати одного для еволюціонування його в іншу форму. Це єдиний спосіб для поповнення Покедекса розвиненими видами. Після вибору покемона, гравець повинні вражати цілі на ігровому полі: 7 на столі «Red» та 6 — на «Blue». Однак усього три цілі дають очки для еволюції, а інші лише створюють послідовності перш ніж можна буде знову вражати цілі. Якщо гравець ударяє в ціль з елементом, то він з'являється на ігровому полі та повинен бути зібраний кулькою. Коли гравець зібрав 3 елементи, то відкриється центральний отвір. Якщо кулька туди влучить, то покемон еволюціонує.

## Відгуки
| Агрегатор    | Оцінка  |
| ------------ | ------- |
| GameRankings | 81,73 % |

| Видання        | Оцінка |
| -------------- | ------ |
| Famitsu        | 32/40  |
| GameSpot       | 8,7/10 |
| IGN            | 8/10   |
| Nintendo Power | 7,4/10 |

Загалом «Pokémon Pinball» отримав позитивні відгуки, а середній бал на «GameRankings» становить 81,73 %. «GameSpot» оцінив гру у 8,7 бала, хвалячи графіку та нововведення, але критикуючи фізику переміщення кульки та вбудовану вібрацію, назвавши її «марнотратством […] батареї ААА» та «дратівливим нововведенням». Однак «San Jose Mercury», навпаки, хвалили вібрацію картриджа. Редактор Аарон Кертіс із «Los Angeles Times» назвав її «великою грою». «CNET» також похвалили відеогру, назвавши її однією з найкращих ігор у пінбол для «Game Boy Color». Але вони критикували її за погану фізику, що лише відволікала, та за велику кількість символіки Пікачу. Редактор «The New York Times» Йо Гуцко назвав вібрацію інновацією, та заявив, що в майбутньому буде багато ігор, що підтримуватимуть дану функцію. «GamesRadar» включив «Pokémon Pinball» до списку відеоігор, які користувачі хочуть бачити в «Virtual Console» для «nintendo 3DS». У Японії, журнал «Famitsu» оцінив відеогру в 32 бали з 40.
«Pokémon Pinball» отримала золоту нагороду від Entertainment and Leisure Software Publishers Association (ELSPA) за продаж не менше 200 000 копій у Великій Британії.

## Сиквел
Pokémon Pinball: Ruby & Sapphire — відеогра в жанрі пінбол, заснована на «Pokémon Ruby» та «Sapphire», і є продовженням «Pokémon Pinball» для третього покоління Покемон-відеоігор. Була розроблена «Jupiter» та видана «Nintendo» для портативних консолей Game Boy Advance. Спочатку була представлена на Е3 у 2003 році, і випущена 1 серпня того ж року в Японії, 25 серпня — у Північній Америці, та 14 листопада  — у Європі.
Північноамериканський реліз збігся з п'ятою річницею північноамериканського видання «Pokémon Red» та «Blue». Геймплей майже повністю схожий із «Pokémon Pinball».